# Una carta a Elia
Una carta a Elia es una película documental de 2010 dirigida por Kent Jones y Martin Scorsese muestra la vida y carrera del director Elia Kazan y como influenció a Scorsese. El film está hecho con clips de películas, imágenes fijas, lecturas de la autobiografía de Kazan, un discurso que escribió sobre la dirección leído por Elias Koteas, una entrevista grabada en video hecha al final de la vida de Kazán y el comentario de Scorsese dentro y fuera de pantalla.

## Premios
Ganador de los Premios Peabody de 2010